# Curimopsis palmi
Curimopsis palmi là một loài bọ cánh cứng trong họ Byrrhidae. Loài này được Franz miêu tả khoa học năm 1967.